# جان کن
جان کن (انگلیسی: John Cone؛ زادهٔ ۱۶ نوامبر ۱۹۷۴) اهل ایالات متحده آمریکا است. او یک داور کشتی حرفه ای است که هم‌اکنون مشغول فعالیت در شوی راو کمپانی دبلیو دبلیو ای است.

## فیلم‌شناسی
| سال       | عنوان                       | نقش                    | توضیحات                                                      |
| --------- | --------------------------- | ---------------------- | ------------------------------------------------------------ |
| ۲۰۱۳-۲۰۱۵ | The JBL and Cole Show       | در نقش خود (داور رسمی) | Recurring (season 1); Guest (seasons 2-3); Main (season 4-5) |
| حال -۲۰۱۶ | شب بازی دبلیو دبلیو ای      | در نقش خود             | ایفای نقش به عنوان داور                                      |
| ۲۰۱۷      | Southpaw Regional Wrestling | چیپ اندرسون            | ایفای نقش به عنوان داور                                      |
| ۲۰۲۰      | بالا بالا پایین پایین       | در نقش خود             | Referee (Playing UNO with Xavier Woods)                      |